# Pahlevi
Dinastia Pahlevi o Pahlavi (arabitzat Pahlawī) fou el nom adoptat per la nissaga persa fundada el 1925 per Rida Shah (1925-1941) i continuada per Muhammad Rida Shah (Mohammad Reza Pahlevi, 1945-1979). El 1979 fou enderrocada per una revolta islamista que tenia com a cap espiritual a l'aiatol·là Ruhollah Khomeini, i es va proclamar la república Islàmica de l'Iran.

Pahlavi Iran